# 高原刺剑水蚤
高原刺剑水蚤（学名：Acanthocyclops alticola）为剑水蚤科刺剑水蚤属的动物，是中国的特有物种。分布于西藏等地，常生活于高原的积水深溪中。其生存的海拔范围为4252至4977米。